# ولاية سنار
سنار ولاية سودانية تقع في الجزء الجنوبي الشرقي من البلاد بين خطي عرض 12:5 و 14:7 وخطي طول 32:58 شمالاً و 35:42 شرقاً في وسط الحزام الطيني.

## الموقع

خريطة منطقة سنار نظرة عامة

تحد الولاية من ناحية الشمال ولاية الجزيرة ومن ناحية الجنوب ولاية النيل الأزرق ومن الشرق ولاية القضارف والحدود «السودانية - الأثيوبية» بينما تحدها ولايتي النيل الأبيض وأعالي النيل بدولة جنوب السودان من جهة الغرب وتقع حاضرة الولاية مدينة سنجة على بُعد 360 كيلومتر جنوب شرق ولاية الخرطوم.

## المساحـة
تبلغ المساحة الإجمالية لولاية سنار 40,680 كم².

## المناخ
تقع سنّار في الحزام السوداني المطير في منطقة السافانا الغنية، وهي بذلك تتميز بصيف حار ممطر يبلغ معدل الحرارة فيه أعلى درجاته في شهر أبريل/ نيسان ليسجل 41 درجة مئوية، وتهبط درجة الحرارة الدنيا إلى 17 درجة مئوية في شهر يناير / كانون الثاني.
وتبدأ الأمطار في الهطول في شهر مارس/ آذار لتتوقف في نوفمبر/ تشرين الثاني مسجلة أعلى معدل لها في أغسطس، 172 مليمتر فيما يبلغ المعدل السنوي السنوي 512 مليمتر.

## نبذة تاريخية عن الولاية

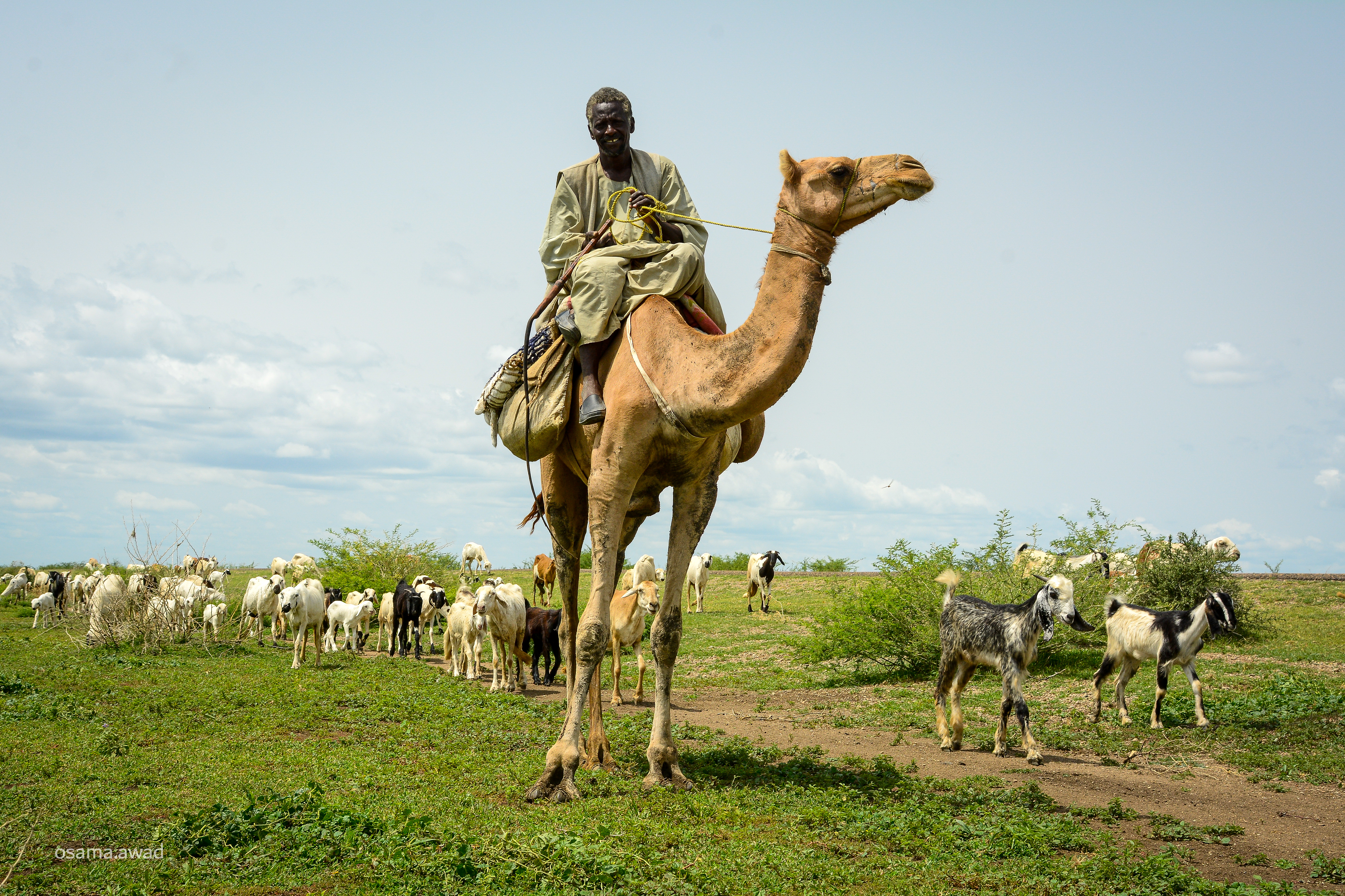
الزراعة والرعي في ولاية سنار

تأسست مملكة سنار في عام 1504 وكانت تعرف أيضا “بمملكة الفونج” والسلطنة الزرقاء وكان لقب “السنانير” يطلق على رعاياها. وتعتبر”مملكة سنار” أول دولة عربية إسلامية قامت بالسودان بعد انتشار الإسلام واللغة العربية نتيجة لتزايد الوجود العربي والتصاهر بين
العرب والنوبة. اهتم ملوك سنار بالعلم حيث أقاموا رواق السنارية في الأزهر بالقاهرة
من أجل طلاب مملكة سنار المبتعثين إلى هناك، وشجّعوا هجرة علماء الدين الإسلامي للهجرة إلى السودان للدعوة ونشر العلم. وأنشأ أحد سلاطين مملكة سنار ويدعى “بادي الأحمر ” وقفا “بالمدينة المنورة” لاستقبال الزوار من مملكته للإقامة هناك عند زيارتهم للأراضي المقدسة ولا يزال جزء من أوقاف السودان هناك. وانتشرت أيضا الخلاوي التي تعرف أيضا “بالكتاتيب” في السودان لتحفيظ القرآن الكريم وعلوم العربية والحساب.
- أصل الفنج

أما أصل الفنج كما أورده المؤرخون على مختلف أشكالهم لا يزال موضع خلاف. ويقول المصدر نفسه فالفنج شعب أسود قدم من أعالي النيل الأزرق وسيطر على الجزء الجنوبي من الجزيرة ثم امتدت نفوذه على العرب الذين سبق لهم السيطرة على مملكتي علوة والمقرة في أعقاب هجرتهم في القرن الرابع عشر (1504م) أما معظمهم يسكنون الجزء الجنوبي الشرقي لمحافظة النيل الأزرق (التقسيم ما قبل 1974م).
يذكر يوسف فضل في مقالته (لمحات من تاريخ مديرية النيل الأزرق عن الحفريات التي تمت بمنطقة “سنجة” والتي أكدت وجود بعض المجموعات البدائية التي استوطنت المنطقة في “العصور السحيقة” من التاريخ ويقول: قد تمكن الأثريون من اكتشاف “جمجمة إنسان سنجة” وتفيد الحفريات أن هذا الإنسان عاش في الفترة “المطيرة Fluvial “التي تعاصر نفس الفترة التي شهدت هطول أمطار غزيرة شملت شرق أفريقيا حيث كانت الحياة تعتمد أساساً على الصيد في مجموعات، وكان عنصر” البوشمان” أكثر انتشاراً مما هو عليه الآن. وقد أثبتت الحفريات أيضا ظهور بعض الدلائل التي تدل على أن هذه المنطقة كانت امتداداً ” لمملكة مروي ” القديمة وربما كانت المنطقة التي تمثل المركز الجنوبي” لإمبراطورية كوش” وورثها المرويون حيث أضافوا لها مراكز إدارية وحضارية أخرى.
اختلف الباحثون كثيراً في تحديد أصل الفونج وقد أدرج بعض علماء اللغات والمقارنة والآثار نظرية أصل الفونج التي ترجع إلى منطقة الشلك على النيل الأبيض وهم من المجموعة النيلية بالسودان وتحديداً الأصول القديمة للشلك واحتمال آخر أنهم من بلاد برنو في غرب أفريقيا وآخرون ترجع نظرياتهم إلى الأصل الحبشي.
أما عن الروايات السودانية وبعض المؤرخين والأهالي أنفسهم يجمعون على أن الفونج من سلالة بني أمية الذين هربوا من قيد الدولة العباسية بعد سقوط دولتهم، وترجح هذه الرواية أنهم دخلوا السودان عن طريق الحبشة.

## السكان
وتعداد سكانها 130,122 نسمة حسب تقديرات عام 2020. يتركّز السكان بالولاية حول ضفاف النيل الأزرق ونسبة قليلة حول مناطق الإنتاج الزراعي، يتأثر توزيع السكان بالولاية بتوفير الخدمات الضرورية هذا فضلاً عن أوجه النشاط الاقتصادي المتعددة الأخرى ويتركز السكان بالولاية حول ضفاف النيل الأزرق والمدن ونسبة قليلة حول مناطق الإنتاج الزراعي.

## التعليم

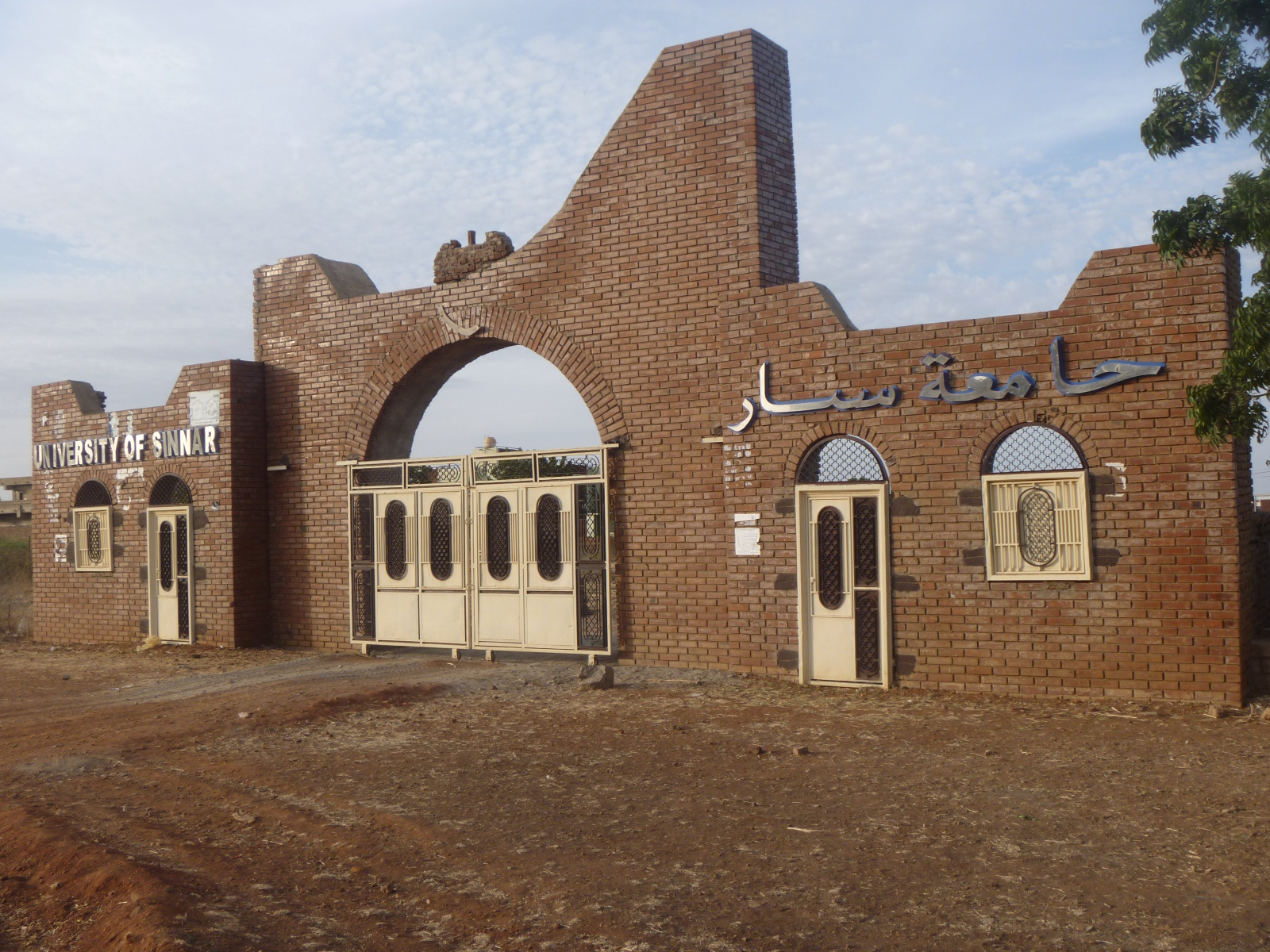
بوابة جامعة سنار ،ولاية سنار

الولاية بها عدد من المدارس الابتدائية والثانوية والجامعات.
أقدم الجامعات هي جامعة سنار.

## الإدارة
تضم الولاية سبع محليات هي:
1. محلية سنجة
2. محلية سنار
3. محلية الدالي والمزموم
4. محلية السوكي
5. محلية شرق سنار
6. محلية الدندر
7. محلية أبو حجار[5]

### المدن والمراكز الحضرية والريفية
أهم المدن:
| - سنجة عاصمة الولاية - سنار - السوكي - الدندر - المزموم - أبو حجار - مايرنو | - ودالنيل - جلقني - الدالي - ود العباس - أبو نعامة - الجزائر كنانه - طيبة المستجدة - أبو حجار - بوزي - أبو عريف التي يوجد بها سد أبو قرود |

### أهم المناطق الريفية
* المنصورة
- مهلة الشريف الطاهر
- الدباسين
- أم دقاقة
- العزوزاب
- شرفت أبو النية
- الكمر
- أم أريل
- قرية جاه الرسول
- العركيين
- حلمي
- حلة محمود
- شمباتة

.. كما توجد مجموعة كبيرة جدا من القرى لم يتم ذكرها
| - بدماس - شاشينا - حمدنا الله - كولي - كركوج - اللكندي - جلقني - العمارة جيلاني - العمارة قلدي - الزعيف - مشرع الفيل - أم بنين - كريمة البحر - سنار التقاطع - العمارة الشيخ هجو - الكبرة - العزاز الشيخ التوم | - أم شوكة - ود الركين - الشمباتة - الشيخ طلحة - كساب - غرسلي - البرسي - أبوجيلي - العركيين - الحجيرات - ود هاشم - القويسي - ود طويل - حلة الشريف - التكينة - حلمي عباس - أبله - تريرة - قلاديمة - فقاد - أبو هشيم - البردانة - الشيخ موسى - دوبا - أم سبلنقو - المسلمية الإمام - العباسية - الرملية - حلة عبد الرحيم |

### المواقع السياحية
توجد في الولاية محمية حظيرة الدندر القومية وتضم غابات تمتد حتى الحدود الإثيوبية مع السودان وتكثر بها أنواع عديدة من الحيوانات البرية التي تعيش في بيئتها الطبيعية. من بينها الفيلة والأسُود وحمر الوحش والغزلان والزراف والقرود وغيرها.

## الرعاية الصحية
تنتشر المستشفيات والمراكز الصحية في سنجة حاضرة الولاية وغيرها من مدن الولاية وأهما هي:
- مستشفى سنار التعليمي
- مستشفى سنجة التعليمي
- مستشفى الأطفال بسنار
- مستشفى السوكي العام
- مستشفى الدندر العام
- مستشفى ود العباس
- مستشفى ودالنيل
- مستشفى جلقني[8]
- مستشفى المزموم الريفي
- مستشفى عبد الله الشريف الريفي بأم بنين
- مستشفى أم شوكة الريفي
- مستشفى دوبا الريفي
- مستشفى السكنية الريفي
- مستشفى كركوج الريفي
- مستسفى ود الركين [9]
- مستشفى العباسية الريفية

## معرض صور

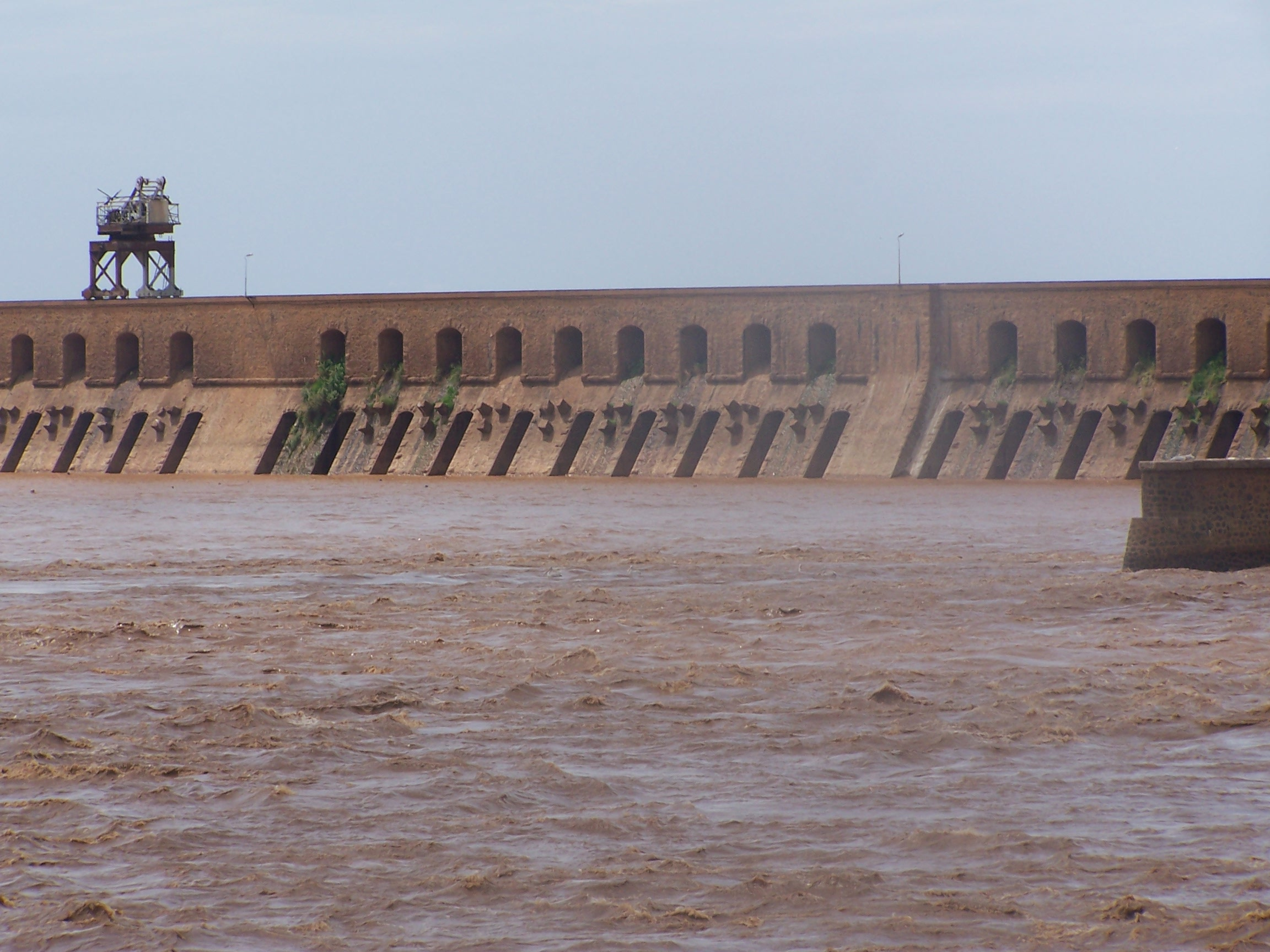
سد سنار
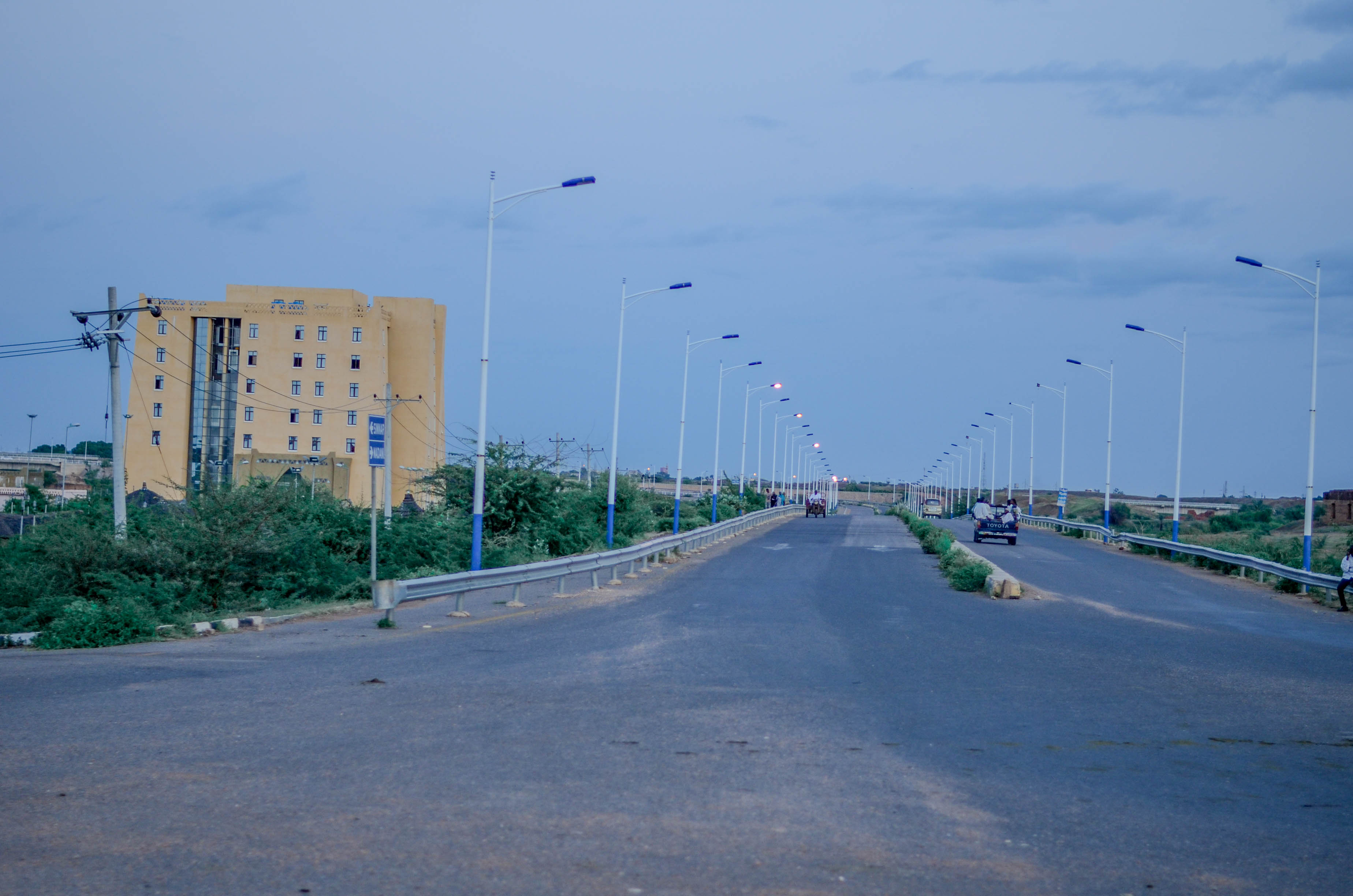
كبري_مدينة_سنار
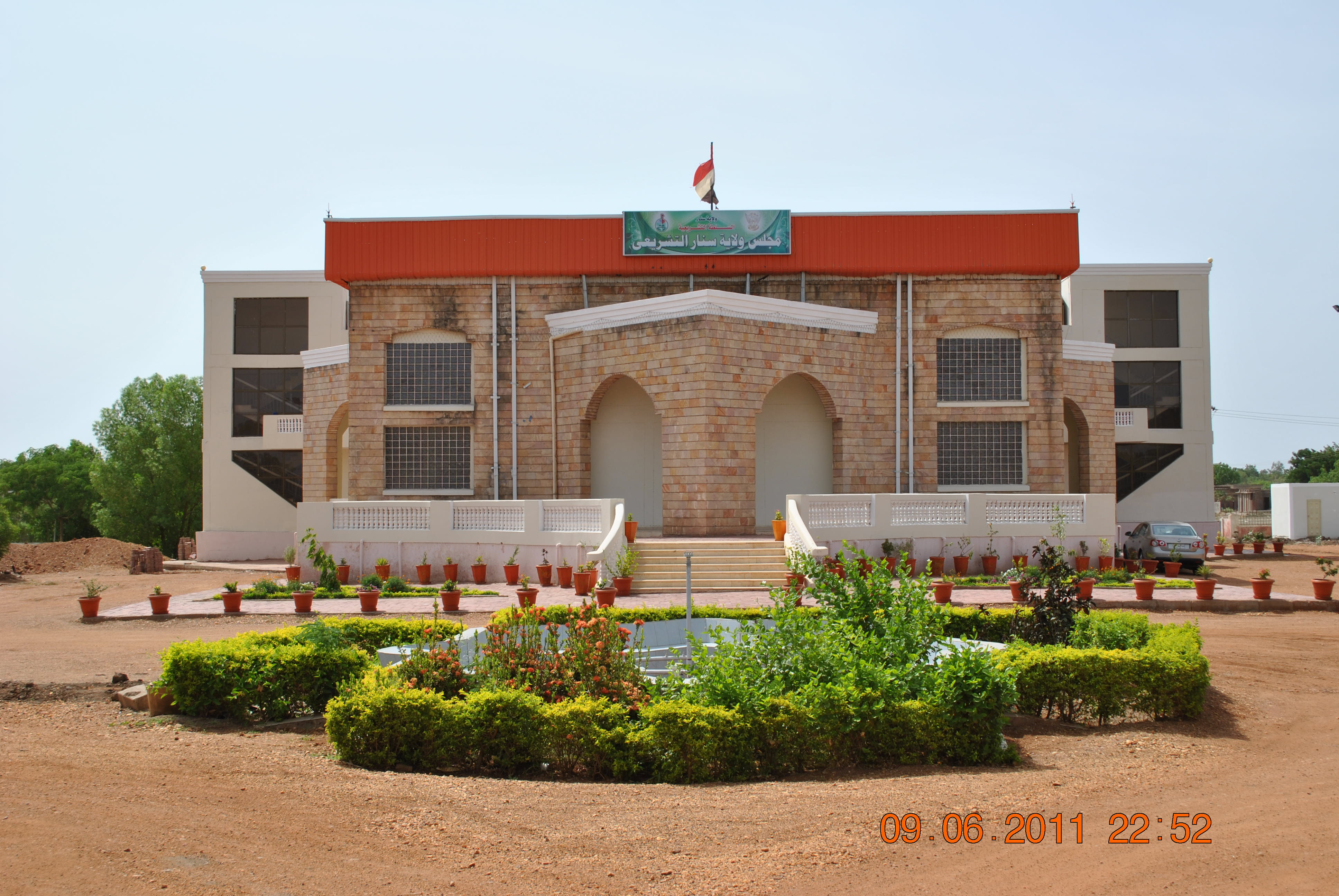
مجلس_تشريعي_ولاية_سنار
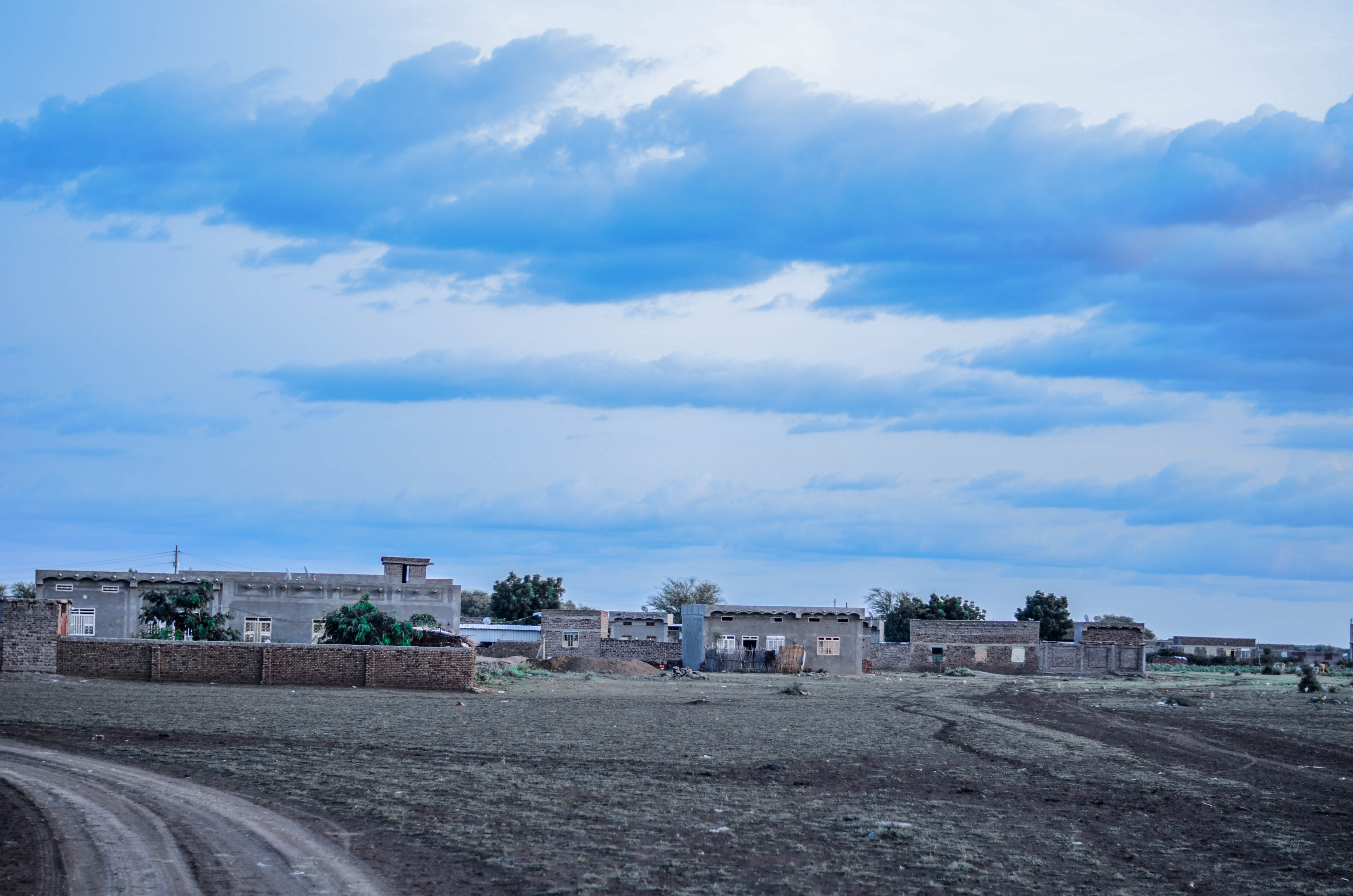
سماء_مدينة_سنار_في_الخريف
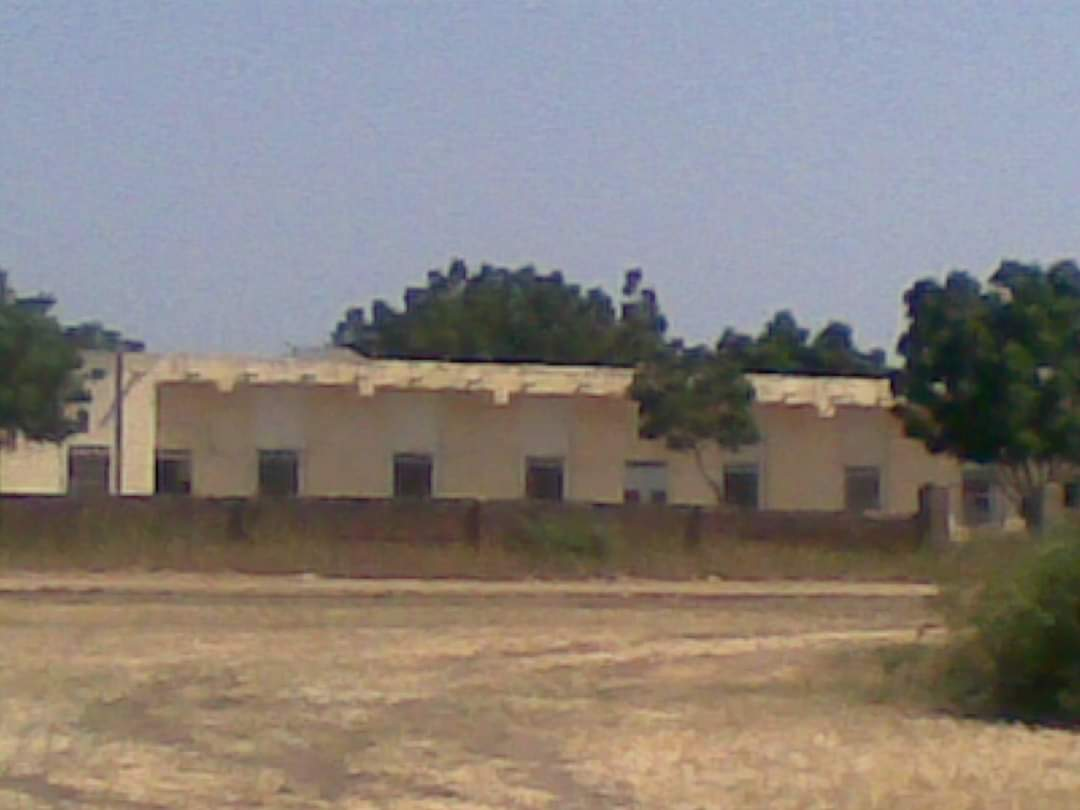
جزء من مستشفى جلقني الريفي

## وصلات خارجية
- موقع حكومة ولاية سنار